# Quảng trường các Anh hùng
Quảng trường các Anh hùng (tiếng Hungary: Hősök tere; phát âm tiếng Hungary: [ˈhøːʃøk ˈtɛrɛ]) là một trong những quảng trường chính tại Budapest, Hungary. Khu vực này là nơi có tượng của Bảy thủ lĩnh Magyar và các nhà lãnh đạo quốc gia quan trọng khác của Hungary và mộ của Các Liệt sĩ vô danh. Quảng trường nằm ở cuối điểm ra của Đại lộ Andrássy, bên cạnh Công viên thành phố. Quảng trường là nơi có Bảo tàng Mỹ thuật và Hội trường Nghệ thuật. Quảng trường là nơi đóng vai trò quan trọng trong lịch sử Hungary và cả đương đại, là nơi lưu giữ nhiều sự kiện chính trị, chẳng hạn như cuộc nổi dậy của Imre Nagy. Các tác phẩm điêu khắc tại quảng trường được thực hiện bởi nhà điêu khắc Zala György đến từ Lendava.

## Mô tả
Quảng trường được bao quanh bởi hai tòa nhà quan trọng là Bảo tàng Mỹ thuật ở bên trái và Hội trường Nghệ thuật (hay còn gọi là Cung điện Nghệ thuật) bên phải. Ở phía bên kia quảng trường về phía Đại lộ Andrássy là một khu dân cư và tòa nhà đại sứ quán của Serbia (đại sứ quán Nam Tư cũ).
Trung tâm của Quảng trường là Đài tưởng niệm Thiên niên kỷ được xây dựng vào năm 1896, kỷ niệm Cuộc chinh phục Hungary, nền tảng của nhà nước Hungary năm 1896, và là một phần của dự án xây dựng lớn hơn, bao gồm việc mở rộng và sửa sang lại đại lộ Andrássy và xây dựng tuyến đường xe điện ngầm đầu tiên. Công trình được xây dựng chủ yếu và hoàn thành năm 1900, cũng là năm đặt tên cho quảng trường. Bốn tác phẩm điêu khắc được thêm vào năm 1906, tượng đài cơ bản là như hiện tại (ngoại trừ tượng của các vị vua) với các bảo tàng ở hai bên được khánh thành trong năm 1906.
Khi đài tưởng niệm ban đầu được xây dựng, Hungary là một phần của Đế quốc Áo-Hung, do đó 5 khoảng không gian cuối cùng giữa các hàng cột bên trái dành riêng cho các thành viên của Gia tộc cầm quyền Habsburg. Từ trái sang phải là các tượng của Ferdinand I, Leopold I, Charles IV, Maria Theresa và Franz Joseph. Tượng đài đã bị hư hại trong Thế Chiến thứ Hai và khi nó được xây dựng lại thì các Habsburg đã được thay thế bằng những tác phẩm như hiện tại.